# Śleszowice (gromada)
Śleszowice – dawna gromada, czyli najmniejsza jednostka podziału terytorialnego Polskiej Rzeczypospolitej Ludowej w latach 1954–1972.
Gromady, z gromadzkimi radami narodowymi (GRN) jako organami władzy najniższego stopnia na wsi, funkcjonowały od reformy reorganizującej administrację wiejską przeprowadzonej jesienią 1954 do momentu ich zniesienia z dniem 1 stycznia 1973, tym samym wypierając organizację gminną w latach 1954–1972.
Gromadę Śleszowice z siedzibą GRN w Śleszowicach utworzono – jako jedną z 8759 gromad na obszarze Polski – w powiecie wadowickim w woj. krakowskim, na mocy uchwały nr 31/IV/54 WRN w Krakowie z dnia 6 października 1954. W skład jednostki weszły obszary dotychczasowych gromad Śleszowice i Tarnawa Górna ze zniesionej gminy Mucharz w tymże powiecie. Dla gromady ustalono 13 członków gromadzkiej rady narodowej.
1 stycznia 1956 gromada weszła w skład nowo utworzonego powiatu suskiego w tymże województwie.
1 lipca 1957 z gromady Śleszowice wyłączono część wsi Tarnawa Górna, stanowiącą przysiółek Suszyca, włączając ją do gromady Mucharz w powiecie wadowickim.
Gromadę zniesiono 31 grudnia 1961, a jej obszar włączono do gromady Tarnawa Dolna.